# Campioni italiani assoluti di atletica leggera indoor - 200 metri piani femminili
Questa pagina raccoglie un elenco di tutte le campionesse italiane dell'atletica leggera nei 200 metri piani indoor, specialità introdotta ai campionati italiani assoluti di atletica leggera indoor nella seconda edizione del 1971. Dal 1972 al 1979 la gara non fu parte del programma, tornandovi nel 1980 e dal 1982 al 2005. Oggi questa gara non è più presente alla manifestazione.

## Albo d'oro
| Anno      | Atleta (società)                        | Prestazione           |
| --------- | --------------------------------------- | --------------------- |
| 1971      | Alessandra Orselli CUS Firenze          | 25"4(m)               |
| 1972-1979 | Gara non in programma                   | Gara non in programma |
| 1980      | Marisa Masullo Pro Sesto Atletica       | 24"06                 |
| 1981      | Gara non in programma                   | Gara non in programma |
| 1982      | Erica Rossi Iveco Brescia               | 24"39                 |
| 1983      | Erica Rossi Iveco Torino                | 24"13                 |
| 1984      | Marisa Masullo Iveco Torino             | 23"71                 |
| 1985      | Daniela Ferrian SNIA Milano             | 24"10                 |
| 1986      | Rossella Tarolo SNIA BPD Milano         | 24"43                 |
| 1987      | Daniela Ferrian INA Primavera Torino    | 23"79                 |
| 1988      | Marisa Masullo SNIA BPD Milano          | 24"62                 |
| 1989      | Cristina Picchi Fiat Sud Formia         | 24"02                 |
| 1990      | Donatella Dal Bianco Fiamma Veneto      | 23"46                 |
| 1991      | Daniela Ferrian INA Primavera Torino    | 24"02                 |
| 1992      | Donatella Dal Bianco Snam Gas Metano    | 23"73                 |
| 1993      | Daniela Ferrian Snam Gas Metano         | 23"94                 |
| 1994      | Giada Gallina PAF Verona                | 24"02                 |
| 1995      | Donatella Dal Bianco Snam Gas Metano    | 23"83                 |
| 1996      | Virna De Angeli Ginnastica Comense 1872 | 23"62                 |
| 1997      | Virna De Angeli Ginnastica Comense 1872 | 23"39                 |
| 1998      | Annarita Luciano CUS Universo Bologna   | 23"84                 |
| 1999      | Annarita Luciano CUS Universo Bologna   | 24"14                 |
| 2000      | Daniela Graglia CUS Torino Asics        | 23"97                 |
| 2001      | Daniela Graglia SAI Assicura            | 23"67                 |
| 2002      | Manuela Levorato Camelot Milano         | 23"65                 |
| 2003      | Manuela Levorato Camelot Milano         | 23"14                 |
| 2004      | Manuela Levorato Tris Milano            | 23"54                 |
| 2005      | Daniela Graglia Fondiaria SAI Atletica  | 24"15                 |